# Hans-Peter Bayerdörfer
Hans-Peter Bayerdörfer (* 1938 in Stuttgart) ist ein deutscher Germanist, Theaterwissenschaftler und Hochschullehrer.

## Leben
Bayerdörfer studierte ab 1957 in Tübingen, Hamburg, Berlin und New York. Nach dem Staatsexamen im Jahr 1963 und dem Master im Jahr 1964, promovierte er 1967 in Tübingen. Er wurde wissenschaftlicher Assistent am Deutschen Seminar der Universität Tübingen, wo er sich 1974 auch habilitierte. Danach wurde Bayerdörfer auf den Lehrstuhl für Neuere Deutsche Literaturgeschichte II an der Rheinisch-Westfälischen Technischen Hochschule Aachen als Professor berufen, wo er bis 1986 wirkte. Anschließend übernahm er den Lehrstuhl für Theaterwissenschaft an der Ludwig-Maximilians-Universität München. Seit 2005 ist er emeritiert.

## Forschungsschwerpunkte
Zu den Schwerpunkten seiner Arbeit gehören vor allem die Theatergeschichte der deutschsprachigen Länder seit der Zeit der Aufklärung, im 19. Jahrhundert, über die Jahrhundertwende, in der Weimarer Republik und in der Zeit nach 1945. An der deutschen Theaterkultur interessiert ihn dabei immer wieder der Beitrag jüdischer Autoren. Dazu kommen Arbeiten zu den Theaterkulturen der osteuropäischen Länder, hier insbesondere zu Polen, sowie im außereuropäischen Bereich Arbeiten zum Traditionstheater Ostasiens, hier vor allem zu Japan.
Um Theater zu verstehen, so Bayerdörfer, komme man nicht „ohne geschichtliche Perspektive“ aus. Das Theater-System der deutschsprachigen Länder sei „in seiner unverwechselbaren Eigenart“ von der Theaterforschung „aus seinen besonderen Entstehungs- und Entwicklungsbedingungen verständlich zu machen“. Dazu gehöre allerdings auch der Kontext der europäischen und anderer Theaterkulturen. Zwar sei der „Angelpunkt aller Theaterforschung [...] zweifellos das Verhältnis zwischen Bühne und Saal, zwischen der Kunst des Spiels und [...] der Kunst des Zuschauens und der stimulierenden Re-aktion auf der anderen Seite“. Zum Schreiben von Theatergeschichte brauche es aber einen „denkbar weit“ gefassten „kultur- und sozialgeschichtlichen Horizont“, der die „Kunst-, Musik-, Literatur-, Medienwissenschaften, mit allen Grundlagenfächern der historischen Kultur- und Sozialwissenschaften“ umfasse.
Forschungsprojekte, an denen er sich beteiligte, waren:
- „Bedeutung und Leistung des Judentums in der Theatergeschichte der deutschsprachigen Länder seit der Aufklärung“.
- „Kulturelle Inszenierungen von Fremdheit im 19. Jahrhundert“, mit dem Teilprojekt „Juden – Türken – Heiden. Fremdheit auf der deutschen Schauspielbühne des 19. Jahrhunderts“.
- „Bühne und Drama als Träger von Komik im theatergeschichtlichen Vergleich zwischen Japan und Deutschland“
- Vorbereitung des Symposiums „Jüdische Künstler und die Entstehung des modernen deutschen Theaters im Zeitraum von 1880 bis 1933“ in Verbindung mit der Faculty of Arts der Universität Tel Aviv.

## Publikationen (Auswahl)
- Poetik als sprachtheoretisches Problem. Phil. Diss. Tübingen: Niemeyer 1967 (=Studien zur deutschen Literatur, hg. v. Richard Brinkmann, Friedrich Sengle und Klaus Ziegler, Bd. 8)
- mit Franz Dingelstedt als Hrsg.: Lieder eines kosmopolitischen Nachtwächters. Studienausgabe mit Kommentar und Einleitung. Tübingen: Niemeyer 1978
- als Hrsg.: Theatralia Judaica I: Emanzipation und Antisemitismus als Momente der Theatergeschichte. Von der Lessing-Zeit bis zur Shoah (Theatron, 7, Band 7). De Gruyter 1992/2015
- als Hrsg.: Theatralia Judaica II: Nach der Shoah. Israelisch-deutsche Theaterbeziehungen seit 1949 (Theatron, 17, Band 17). De Gruyter 1996/2011
- Playwrights and theater critics in the Weimar Republic assume the role of advocates for justice. In: Yale Companion to Jewish Writing and Thought in German Culture 1096–1996, ed. by Sander L. Gilman and Jack Zipes. New Haven and London, Yale University Press 1997, S. 455–463
- mit Malgorzata Leyko als Hrsg.: Polnisch-deutsche Theaterbeziehungen seit dem Zweiten Weltkrieg (Theatron, Band 26) 1998
- als Hrsg.: Musiktheater als Herausforderung: Interdisziplinäre Facetten von Theater- und Musikwissenschaft (Theatron, 29, Band 29), 1999
- als Hrsg.: Im Auftrieb. Grenzüberschreitungen mit Goethes „Faust“ in Inszenierungen der neunziger Jahre, (Theatron. Studien zur Geschichte und Theorie der dramatischen Künste, Bd. 36). Tübingen: Niemeyer 2002.
- Dokumente und Ikonen – Nationale Mythen und Werte nach 1945. Bericht über eine Ausstellung. In: Europa im Wandel. Literatur, Werte und Europäische Identität. Dokumentation der Internationalen Fachtagung der Konrad-Adenauer-Stiftung, der Andrássy-Universität und der ELTE-Universität Budapest, hg. von Michael Braun, Birgit Lermen, Peter Schmidt, Klaus Weigelt, Konrad-Adenauer-Stiftung, Sankt Augustin, 2006, S. 229–254
- als Hrsg.: Vom Drama zum Theatertext? Zur Situation der Dramatik in Ländern Mitteleuropas (Theatron, 52, Band 52) 2007
- mit Jens Malte Fischer als Hrsg.: Judenrollen: Darstellungsformen im europäischen Theater von der Restauration bis zur Zwischenkriegszeit (Conditio Judaica, Band 70) 2008
- Religion und Fundamentalismus als Themen im Gegenwartstheater. Verschiebungen im Zeichen des 11. September. In: Zeitschrift für deutschsprachige Kultur und Literaturen. Hrsg. von Soon-Hee Oh, Seoul National University. Jg. 17 / 2008. S. 111–154.
- Schauspielverständnis und Theaterbegriff in den Debatten des Jüdischen Kulturbundes zwischen 1933 und 1938. In: Zwischen Rassenhass und Identitätssuche. Deutsch-jüdische literarische Kultur im nationalsozialistischen Deutschland. Hrsg. Von Kerstin Schoor. Göttingen 2010. S. 135–70.
- Zurück zu „großen Texten“? Dramaturgie im heutigen Erzähltheater. In: Das Drama nach dem Drama – Verwandlungen dramatischer Formen in Deutschland seit 1945. Hrsg. von Artur Pelka, Stefan Tigges. Bielefeld 2011. S. 159–182